# Église Saint-Pierre de Treilles-en-Gâtinais
Pour les articles homonymes, voir Église Saint-Pierre.
L'église Saint-Pierre est une église catholique située à Treilles-en-Gâtinais, en France.

## Localisation
L'église est située dans le département français du Loiret, sur la commune de Treilles-en-Gâtinais.

## Historique
L'édifice est inscrit au titre des monuments historiques en 1971.

## Pour approfondir